# Шайтанка (Новолялинский городской округ)
Шайта́нка — посёлок Новолялинского городского округа Свердловской области. Ближайший населённый пункт — деревня Верхняя Лобва. 

## Географическое положение
Посёлок Шайтанка муниципального образования Новолялинский городской округ расположен в 54 километрах (по автотрассе в 74 километрах) к северо-западу от города Новая Ляля, в лесной местности, по обоим берегам реки Шайтанка (левого притока реки Лобва), в 3 километрах от устья. В окрестностях посёлка, в 2,5 километрах к югу на левом берегу реки Лобва расположена Лобвинская пещера.

## Инфраструктура
В посёлке имеется почта, школа, скважина для добычи артезианской воды.

## Население
| 2002 | 2010 | 2021 |
| ---- | ---- | ---- |
| 342  | ↘216 | ↘200 |